# Atom (テキストエディタ)
Atom（アトム）は、GitHubが開発していたオープンソースのテキストエディタである。

## 概要
テーマは A hackable text editor for the 21st Century (21世紀のためのハック可能なテキストエディタ) と設定されている。
GitHubの共同創業者であるクリス・ワンストラスによって2008年に開始されたプロジェクトだが、同社のビジネスが成功したことでワンストラスが多忙となり開発が一時停止していた。その後、2011年から開発が再開され、2014年2月26日に招待制のベータバージョンとしてまずMac OS X向けがリリースされた。同年5月6日、MIT Licenseのもとでソースコードを公開。2015年6月26日にバージョン1.0がリリースされた。その後も多数のコントリビュータの参加により、急激に高機能化、動作負荷削減を果たしながらシェアを増加させた。一時期はウェブフロントエンドを扱う技術者を中心に人気を博していた。
Electronを使用したデスクトップアプリケーションであり、ユーザーインターフェースはウェブ技術であるJavaScript、CSSなどを使ってカスタマイズ可能となっている。
同世代のテキストエディタであるBrackets・Sublime Textと良く比較される。
2022年6月8日、同年末の12月15日をもって開発を終了すると発表した。理由としてGitHubの親会社MicrosoftのVisual Studio Codeの台頭が挙げられた。
後に後継コミュニティチームが幾つか結成されたが、その中でPulsarが後継エディタPulsar Editorをリリースしている。

## パッケージ
設定可能なその他のテキストエディタ同様、Atomはユーザーがサードパーティのパッケージやテーマをインストールして、エディタの機能や見た目をカスタマイズすることができる。パッケージは、Atomパッケージマネージャapmを使って管理・公開することができる。

## プログラミング言語のサポート
Atomのデフォルトのパッケージは、以下のプログラミング言語やファイルフォーマットでシンタックスハイライトができる。
- C
- C++
- C#
- Clojure
- COBOL
- CSS
- CoffeeScript
- D言語
- GitHub Flavored Markdown
- Go
- HTML
- Java
- JavaScript
- JSON
- Julia
- LESS
- Make
- Mustache
- Objective-C
- Perl
- PHP
- Property list
- Python
- Ruby
- Ruby on Rails
- Sass
- Scala
- シェルスクリプト
- SQL
- TOML
- XML
- YAML

## ライセンス
当初、Atomの拡張パッケージおよびAtomのコア以外のすべてのコードは、オープンソースライセンスの元にリリースされた。2014年5月6日、それ以外のAtomのコンポーネントである、コアアプリケーション、パッケージマネージャ、デスクトップフレームワークElectronが、自由かつオープンソースのソフトウェアとして、MITライセンスの元で公開された。